# Scots Greys

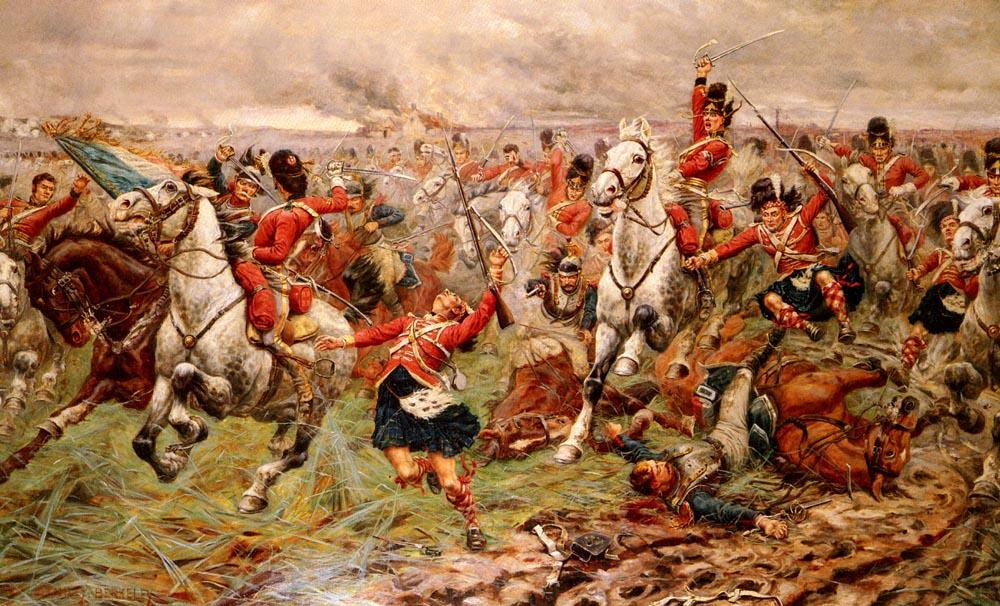
Charge van de Scots Greys

De Scots Greys ("Schotse Grijzen") was een dragonderregiment van het Britse Leger van 1678 tot 1971, toen ze werden samengevoegd met de Karabiniers tot de Royal Scots Dragoon Guards.
De Scots Greys vochten onder andere in de Slag bij Waterloo.